# CGC Viareggio 2025-2026
Questa voce raccoglie le informazioni riguardanti del CGC Viareggio nelle competizioni ufficiali della stagione 2025-2026.

## Maglie e sponsor
Lo sponsor principale per la stagione 2025-2026 è Gb Mec cantieristica navale.
La divisa è firmata da Mapsport. Luca Bertozzi, maestro del Carnevale di Viareggio, ha disegnato la maglia.
Lo sponsor tecnico per la stagione 2025-2026 è Kumbre Italia. 
| 1ª divisa | 2ª divisa |

## Organigramma societario
- Presidente: Alessandro Palagi
- Vicepresidente: Renzo Pardini, Libero Guizzardi
- Consiglieri: Roberto Puccinelli
- Dirigente Accompagnatore: Massimiliano Malfatti
- Direttore sportivo: Nicola Palagi
- Segretario: Massimo Barozzi
- Addetto stampa: Cristiano Martini

## Organico

### Giocatori
| N° | Naz.                 | Ruolo | Sportivo           |  |  |  |
| -- | -------------------- | ----- | ------------------ |  |  |  |
| 94 | Italia (bandiera)    | E     | Gregorio Antonini  |  |  |  |
| 5  | Italia (bandiera)    | E     | Niccolò Puccinelli |  |  |  |
| 7  | Italia (bandiera)    | E     | Liam Rosi          |  |  |  |
| 11 | Italia (bandiera)    | E     | Romeo D'Anna       |  |  |  |
| 17 | Argentina (bandiera) | P     | Pablo Gomez        |  |  |  |
| 9  | Italia (bandiera)    | E     | Samuele Muglia     |  |  |  |
| 8  | Italia (bandiera)    | E     | Elia Cinquini      |  |  |  |
| 1  | Italia (bandiera)    | E     | Luca Lombardi      |  |  |  |
| 10 | Italia (bandiera)    | P     | Filippo Poletti    |  |  |  |
| 55 | Italia (bandiera)    | E     | Federico Ambrosio  |  |  |  |
| 99 | Spagna (bandiera)    | E     | Enric Torner       |  |  |  |

### Staff tecnico
- Allenatore:  Mirco De Gerone
- Allenatore in seconda:
- Direttore Sportivo:  Nicola Palagi
- Preparatore atletico:  Ennio Belli
- Medico sociale: Dott. Michele Gemignani
- Massaggiatore: Alessandro Bertola
- Meccanico: Alberto Fortuna

## Mercato
| E | Federico Ambrosio | Forte dei Marmi |
| E | Enric Torner      | Forte dei Marmi |
| P | Filippo Poletti   | SPV Viareggio   |

| E | Federico Mura  | AFP Giovinazzo Pol. |
| E | Alex Raffaelli | Forte dei Marmi     |
| P | Emiliano Torre |                     |